# Пифодорида
Пифодорида Филометора (греч. Πυθοδωρίδα; 30/29 год до н. э. — 33 или 38 год н. э.) — жена царя Понта Полемона I и царя Каппадокии Архелая, внучка  Марка Антония. После смерти первого мужа в 8 году до н. э. была полновластной царицей Понта.

## Биография
Пифодорида была единственным ребёнком богатого грека Пифодора из Тралл и римлянки Антонии. Таким образом, по матери она была внучкой триумвира Марка Антония и предположительно правнучкой Гая Антония Гибриды.
Пифодорида родилась в Смирне предположительно вскоре после 33 года до н. э. В возрасте примерно 20 лет её выдали за царя Понта Полемона I (это должно было произойти после 14/13 года до н. э., когда Полемон развёлся со своей первой женой Динамией). Возможно, царь заключил этот брак ради денег Пифодора, в которых нуждался, собираясь в поход на Боспор. В 8 году до н. э., после гибели мужа, Пифодорида стала правящей царицей Понта. В 12 году н. э. она заключила второй брак — с царём соседней Каппадокии Архелаем. В 17 году Пифодорида опять овдовела, причём после этого Каппадокия стала римской провинцией. Однако наместник в ранге легата-пропретора появился там только при Веспасиане, а значит, Пифодорида могла сохранять своё влияние как вдовствующая царица до конца жизни. Она умерла, по разным данным, приблизительно в 33 или 38 году.
В первом браке у Пифодориды родились трое детей:
- Зенон, царь Армении (под именем Арташес III) в 18—35 годах.
- Марк Антоний Полемон Пифодор, царь Понта в 3 году до н. э. — 7 году н. э. (соправитель матери).
- Антония Трифена, жена Котиса III (сапейского царя Фракии), мать Полемона II (царя Понта в 38—64 годах)[2].

Страбон в «Географии» охарактеризовал Пифодориду как «женщину мудрую, способную руководить государственными делами».